# Haagen (Lörrach)
Haagen (alemannisch: Haage) ist ein nördlicher Ortsteil der Kreisstadt Lörrach in Baden-Württemberg. Haagen liegt rechtsseitig des Flusses Wiese in einer Talnische. Der Ort wurde 1344 zum ersten Mal urkundlich erwähnt und ließ sich zum 1. Januar 1974 freiwillig nach Lörrach eingemeinden. Auf der Gemarkung von Haagen steht die Burg Rötteln, die als Wahrzeichen der Stadt Lörrach gilt.

## Lage

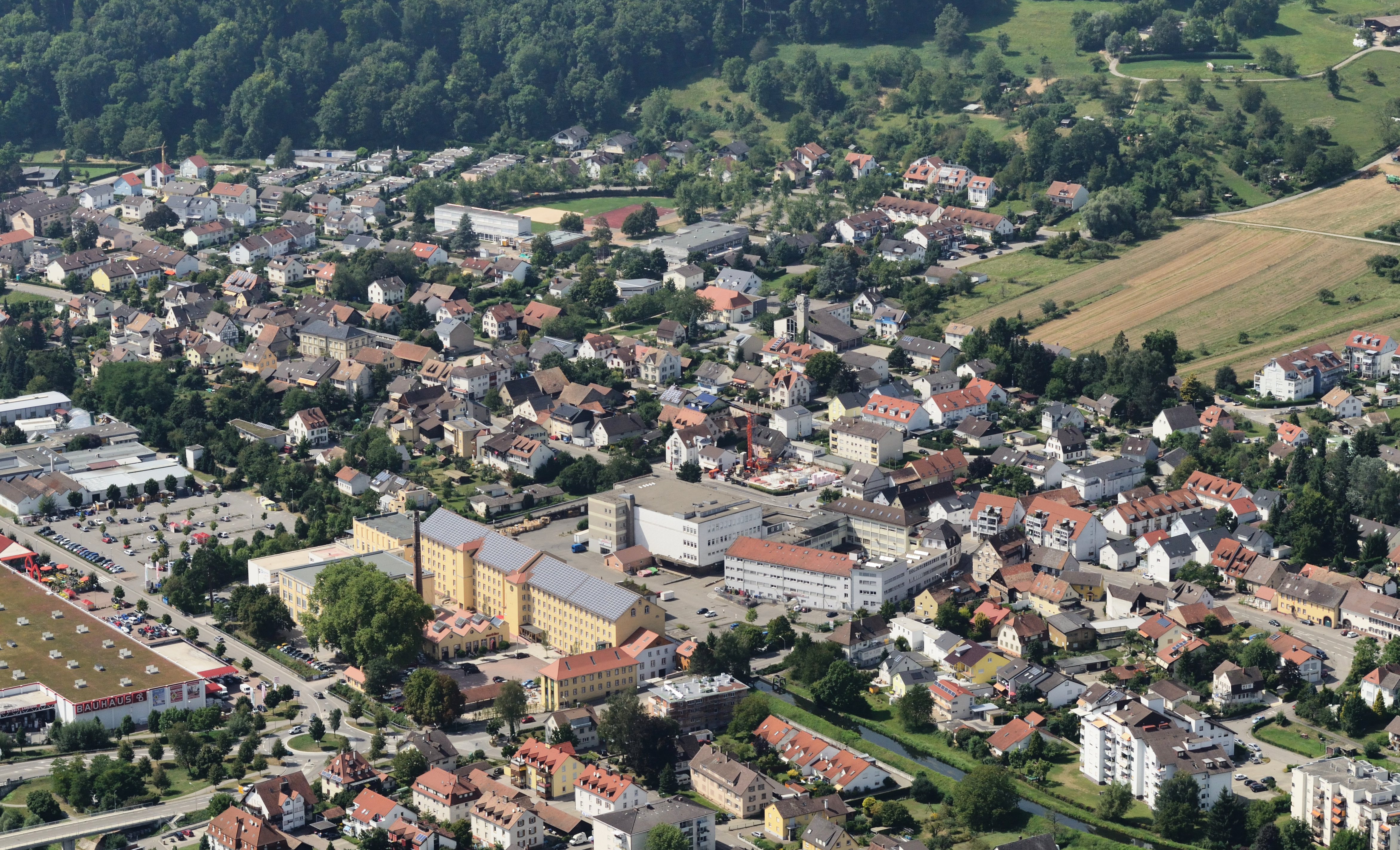
Luftbild von Haagen

Der Ort Haagen erstreckt sich von den Ufern der Wiese mit 310 Meter bis auf 570 Meter Höhe auf dem Hochstand des Röttler Waldes. Haagens höchster Punkt ist gleichzeitig auch die höchste Erhebung im Stadtgebiet Lörrachs. Die Ortschaft ist zum überwiegenden Teil in der Talsohle des Wiesentals besiedelt. Zu Haagen gehören der südwestlich gelegenen Weiler Röttelnweiler und der inzwischen im Kernort aufgegangene Weiler Hasenloch. Zwischen dem Kernort und Röttelnweiler verläuft die A 98 – in Haagen befindet sich die westliche Viaduktauffahrt der Wiesentalbrücke, welche die Autobahn über das Tal führt.
Haagen grenzt im Südwesten an den Lörracher Stadtteil Tumringen, im Süden an die Kernstadt Lörrach, im Südosten an den Lörracher Ortsteil Brombach, im Osten an den Lörracher Ortsteil Hauingen und im Nordwesten an die zum Gemeindeverwaltungsverband Vorderes Kandertal gehörigen Gemeinden Rümmingen und Wittlingen. Zur Gemarkungsfläche Haagens zählt ein wenige Hektar großes Waldstück östlich des Heilisau-Bachs, welches sich als Exklave östlich von Hauingen im Stockert befindet.

## Geologie
Südlich Kandern geht die große Randverwerfung, die den Grundgebirgsschwarzwald gegen die Randschollen des Oberrheingrabens abgrenzt, in eine etwa 2 km breite N-S streichende Abbiegezone (Flexur) über. In ihr taucht auf Haagener Gemarkung der Obere Muschelkalk des Lingert im Bereich des Lingmattales in die Tiefe des Oberrheingrabens ab. Verstärkt wird diese Absenkung durch eine Verwerfung im Tälchen. Schon im Gewann Lichsen erscheinen unmittelbar neben dem Muschelkalk – ebenfalls nach W abbiegend – die roten Tone des Keupers. Dann folgen nebeneinander die abtauchenden Partien der nächstjüngeren Schichten: die des Unterjuras (Lias) im oberen Manzental (direkt nordöstlich vom Reiterhof) und des Mitteljuras (der Opalinuston) am Osthang des Röttler Burgbergs. Die Burg steht auf dem wiederum jüngeren Hauptrogenstein. In der Abbiegungszone treffen wir also auf die hier mehr oder weniger steil nach W einfallenden Schichten von Keuper und Jura, die auf dem Lingert längst der Abtragung zum Opfer gefallen sind. Bemerkenswert ist im Gewann Lichsen eine große Doline im Muschelkalk (unter Keuperbedeckung).
Westlich der Burg bilden in der nach Röttlerweiler hinunterziehenden Talmulde, ebenfalls in der Flexur abtauchend, Schichten der tertiären Grabenfüllung den Untergrund. Es handelt sich um graue Tone, eine Flachmeerbildung aus der Zeit, als der Rheingraben vorübergehend von einem Meeresarm erfüllt war (Rupel/Froidefontaine-Formation). Dann folgt – immer noch westwärts einfallend – bei der Karlshöhe die Elsässer Molasse (Chatt) aus der Übergangszeit zu den festländischen Süßwasserablagerungen des Tüllinger Berges. Leider sind derzeit kaum Aufschlüsse vorhanden. Auf dem Keuper des Lichsen liegt stellenweise eine Lößlehmdecke, im Manzental wie auch im ganzen Röttlerwald verhindert eine Fließerdeschicht den Einblick in den tieferen Untergrund. Dazu kommen junge Abschwemmmassen bis hinunter zur Markgrafenstraße.  Die Einbuchtung im Nordhang des Wiesentales im Bereich des Unteren Manzentales erklärt sich aus dem hier leichter ausräumbaren tonigen Untergrund (Keupertone des Lichsen und Opalinuston am östlichen Röttler Burgberghang).
Einblicke ergeben sich im Bereich der Burgruine. Auf der Nordseite der Burg sieht man die schräggestellten Mitteljura-(Dogger-)schichten. Am Fuße des SW-Eckturms über dem Graben der Oberburg erscheinen ebenfalls schräggestellte Tertiärsedimente („Meeressand“ = Kalksandsteine, Konglomerate des Rupel). Im Baumaterial der Burg sieht man die oolithischen Kalksteine der Hauptrogenstein-Formation, aus denen der Großteil des Burgsporns besteht.
Am Nordrand der Talebene der Wiese ist das Aufschotterungsniveau der letzten Kaltzeit (Würmkaltzeit) in einem relativ schmalen Streifen und in einer buchtartigen Erweiterung zwischen Burgberg und dem Unteren Lichsen erhalten geblieben. Auf dieser Niederterrasse hat sich das alte Dorf angesiedelt. Nacheiszeitlich hat die Wiese diese Schotter wieder teilweise abgeräumt und so die tiefer liegende Aue geschaffen. Das damals entstandene Ufer (das Hochgestade) ist heute als ein um die 5 m hoher Rain gut erkennbar. Reste sehr alter Flussschotter wurden nordwestlich der Burg Rötteln (Juranagelfluh aus der Tertiärzeit) und auf der höchsten Erhebung des Lingert angetroffen.  

## Geschichte
Der Name Haagen ist in einer Urkunde von 1365 erwähnt und ist aus dem althochdeutschen Begriff hagan (Dornbusch, Verhau) abgeleitet und beschreibt einen eingefriedeten Bereich. Ein Steilplattengrab aus dem 7. Jahrhundert belegt, dass der Ort sogar noch wesentlich älter ist. Bis 1788 gehörte der Ort zusammen mit Tumringen, Röttelnweiler und Hauingen der Vogtei Rötteln an. Anfang des 18. Jahrhunderts begann die Industrialisierung, der erste größere Betrieb war eine Baumwollspinnerei, die im Jahr ihrer Errichtung bereits über 200 Arbeiter beschäftigte. 1853 wurde die Fabrik um das Werk Rötteln erweitert und zog weitere Einwohner nach Haagen. Zwischen 1813 und 1853 verdreifachte sich daher die Einwohnerzahl. Im Jahr 1895 hatte der Ort 1100 Einwohner, davon allerdings nur etwa 70 Bürger.
1974 wurde Haagen zu Lörrach eingemeindet und besitzt seither eine eigene Ortsverwaltung mit Ortschaftsrat. Die Einwohnerzahl des Ortsteils beträgt knapp 3.500 Einwohner.
Ab dem 19. Jahrhundert wurde Haagen durch den Einzug der Textilindustrie stark geprägt. Im 20. Jahrhundert machte das 1930 gegründete Versandhaus Schöpflin den Ortsteil deutschlandweit mit dem Werbeslogan „Schöpflin Haagen – weitersagen“ bekannt. Das Versandhaus wurde 1964 von Quelle (heute Teil von Arcandor) übernommen. Der Standort Lörrach-Haagen wurde 1999 aufgegeben, die Marke Schöpflin und der Katalog einige Jahre später abgewickelt.

## Politik

### Ortschaftsrat

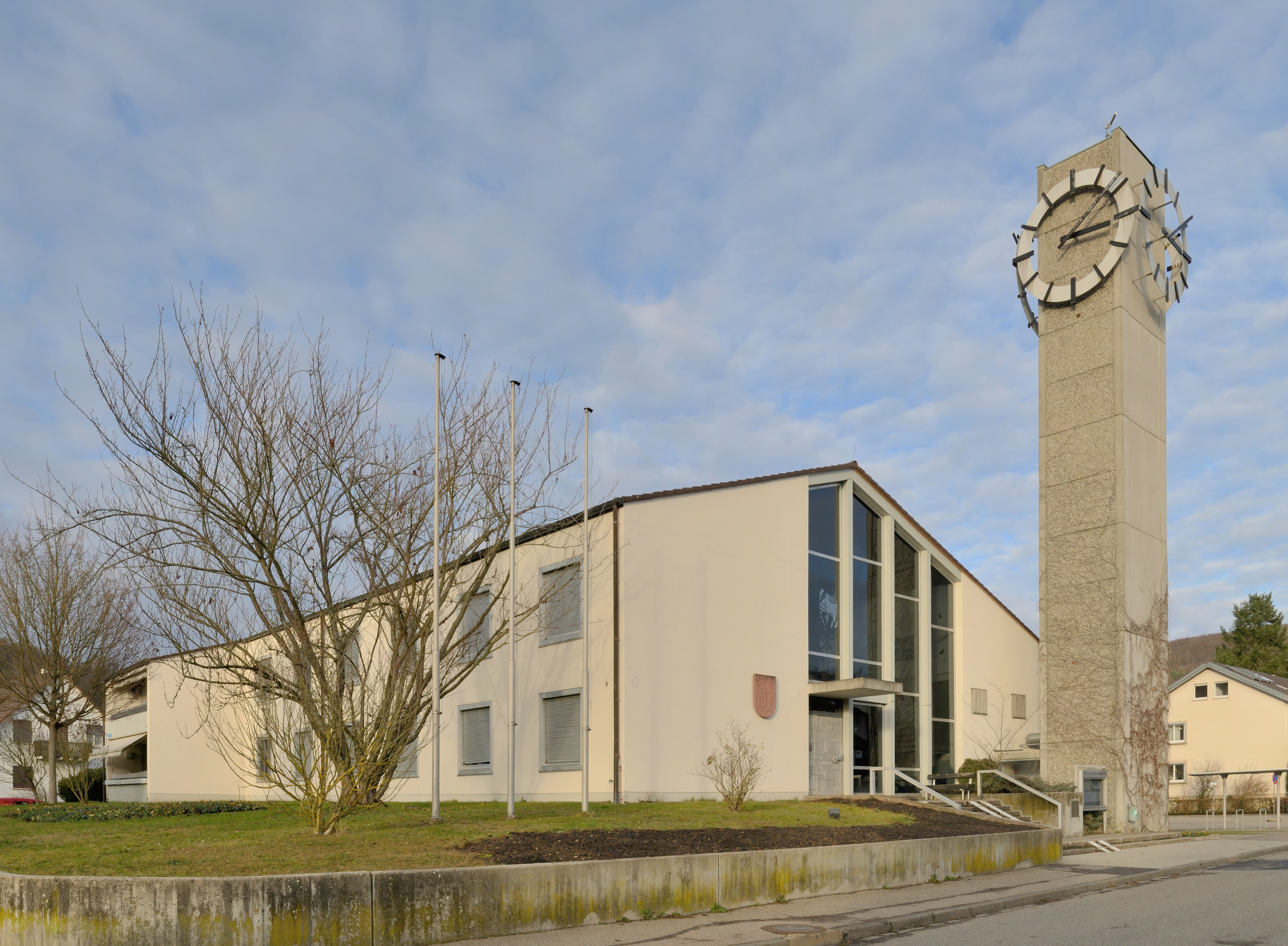
Rathaus Haagen – heute Sitz der Ortsverwaltung.

Der Ortsteil Haagen hat einen eigenen Ortschaftsrat, der aus acht ehrenamtlich tätigen Ortschaftsräten inklusive eines Ortsvorstehers als Vorsitzenden besteht.
Die letzten Ortschaftsratswahlen fanden am 26. Mai 2019 statt. Derzeitiger Ortsvorsteher ist Horst Simon (SPD). Die Wahlperiode dauert fünf Jahre. In der letzten Wahl konnte die SPD mit 38,33 % drei Sitze, die CDU mit 29,81 % zwei Sitze und die Freien Wähler mit 31,86 % drei Sitze erringen. Der Ortschaftsrat besteht seit 1974 und wird direkt vom Volk gewählt.

### Wappen
Beschreibung: Halb geteilt und gespalten; vorn: in gold (gelb) ein wachsender roter Löwe über Wolkenfeh; hinten: in gold ein aufrechter roter Fisch.
Das Wappen von Haagen ist zweigeteilt. Vorn bzw. Heraldisch rechts ist das Wappen der Edlen von Rötteln zu erkennen; im oberen Teil ein halber roter Löwe auf goldenem Grund und im unteren Bereich blau-weiße Wellenreihen. Auf der linken Seite wird ein springender goldener Fisch auf rotem Grund dargestellt. Dieser soll an das herrschaftliche Privileg der Hoffischer in Haagen erinnern. Das Wappen besteht seit 1964.

### Partnerstadt
Seit 1988 besteht zur grenznahen Gemeinde Village-Neuf in Frankreich eine Partnerschaft, die durch gegenseitige und Vereinsaktivitäten gepflegt wird. Auch Gedenktage wie der Volkstrauertag werden gemeinsam begangen.

## Kultur und Sehenswürdigkeiten

### Bauwerke

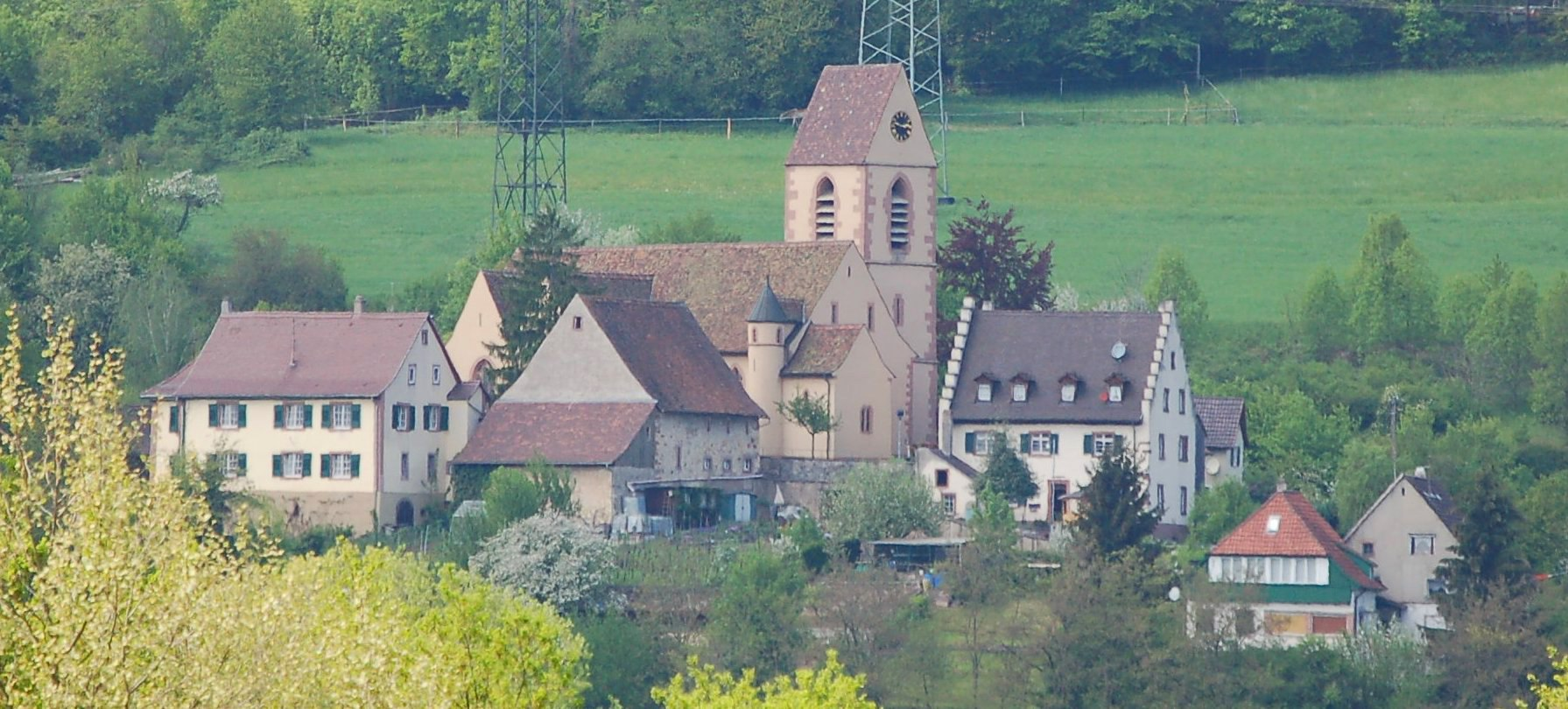
Röttler Kirche

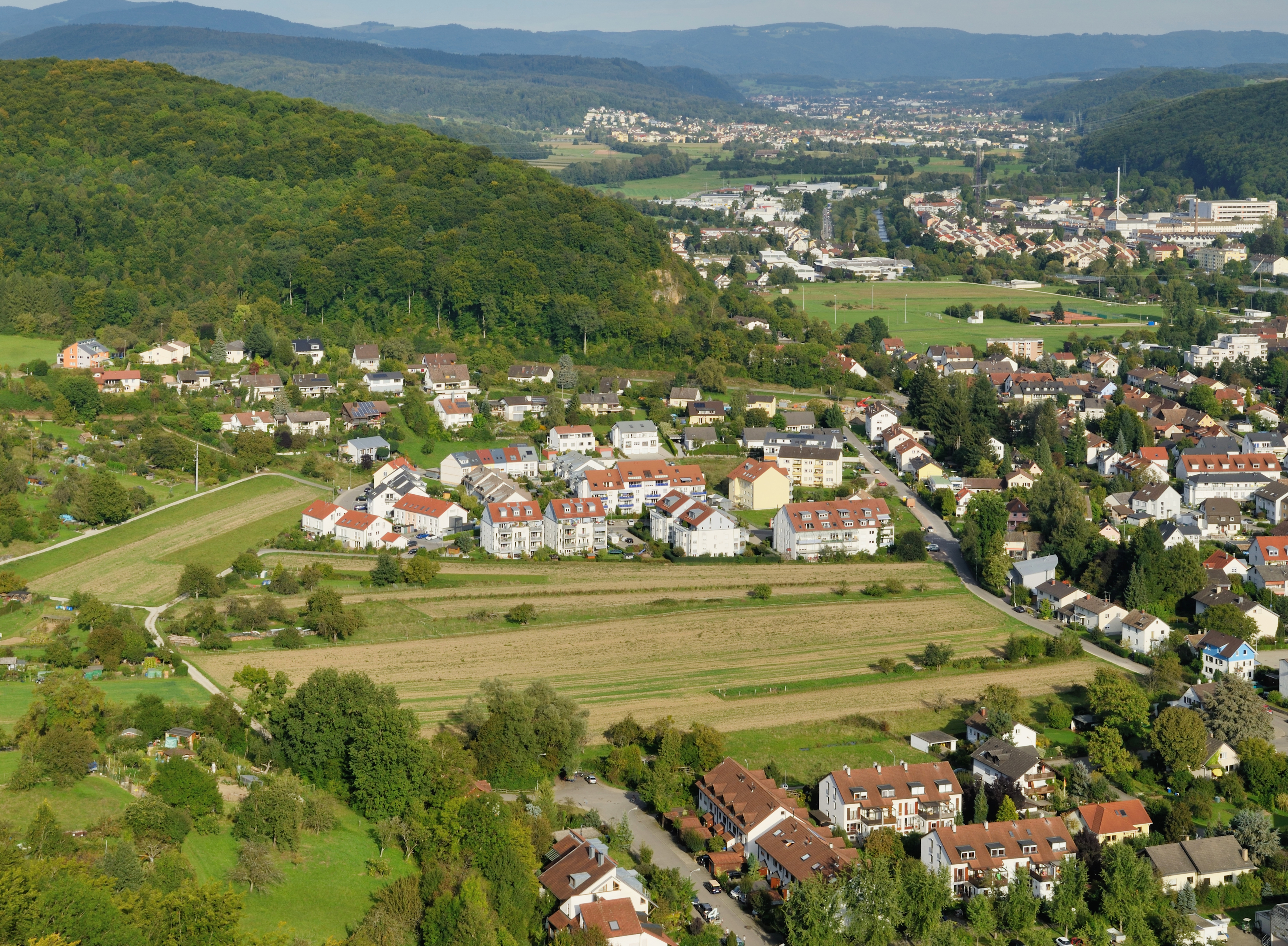
Neubaugebiet

Auf der Gemarkung Haagens nordwestlich und oberhalb vom Ortskern befindet sich die Burg Rötteln aus dem 11. Jahrhundert. Das Wahrzeichen der Stadt Lörrach ist die drittgrößte Burgruine Südbadens.
Die Evangelische Pfarrkirche – auch Röttler Kirche genannt – wurde am 7. September 751 erstmals urkundlich erwähnt und 1401 auf den Grundmauern der Vorgängerkirche errichtet; damit ist sie Lörrachs älteste Kirche. Sie dient sowohl den beiden Gemeinden Haagen und Tumringen für die Gottesdienste.
1972 wurde eine Friedhofskapelle in Form eines unregelmäßigen Vielecks erbaut, dessen nach Nordwesten flach ansteigendes Dach sich gegen den Wald öffnet. Das Bauwerk ersetzt eine kleine Kapelle aus dem Jahr 1856. Im Inneren der neuen Kapelle stammen das Hängekreuz, der Ambo, der Kerzenhalter und die Türgriffe an den Portalen vom Lörracher Künstler Rudolf Scheurer.
Die 1912 erbaute Alte Halle ist eine denkmalgeschützte Veranstaltungshalle, die in den Jahren 2008 bis 2009 eine umfangreiche Sanierung und einen Anbau erhielt. Ihre Nutzfläche beträgt seither 549 Quadratmeter.
Am 26. Januar 1980 wurde die Mehrzweckhalle Schlossberghalle eröffnet. Dies wurde im Rahmen der Eingliederung der Gemeinde Haagens zu Lörrach am 22. April 1973 vertraglich vereinbart.

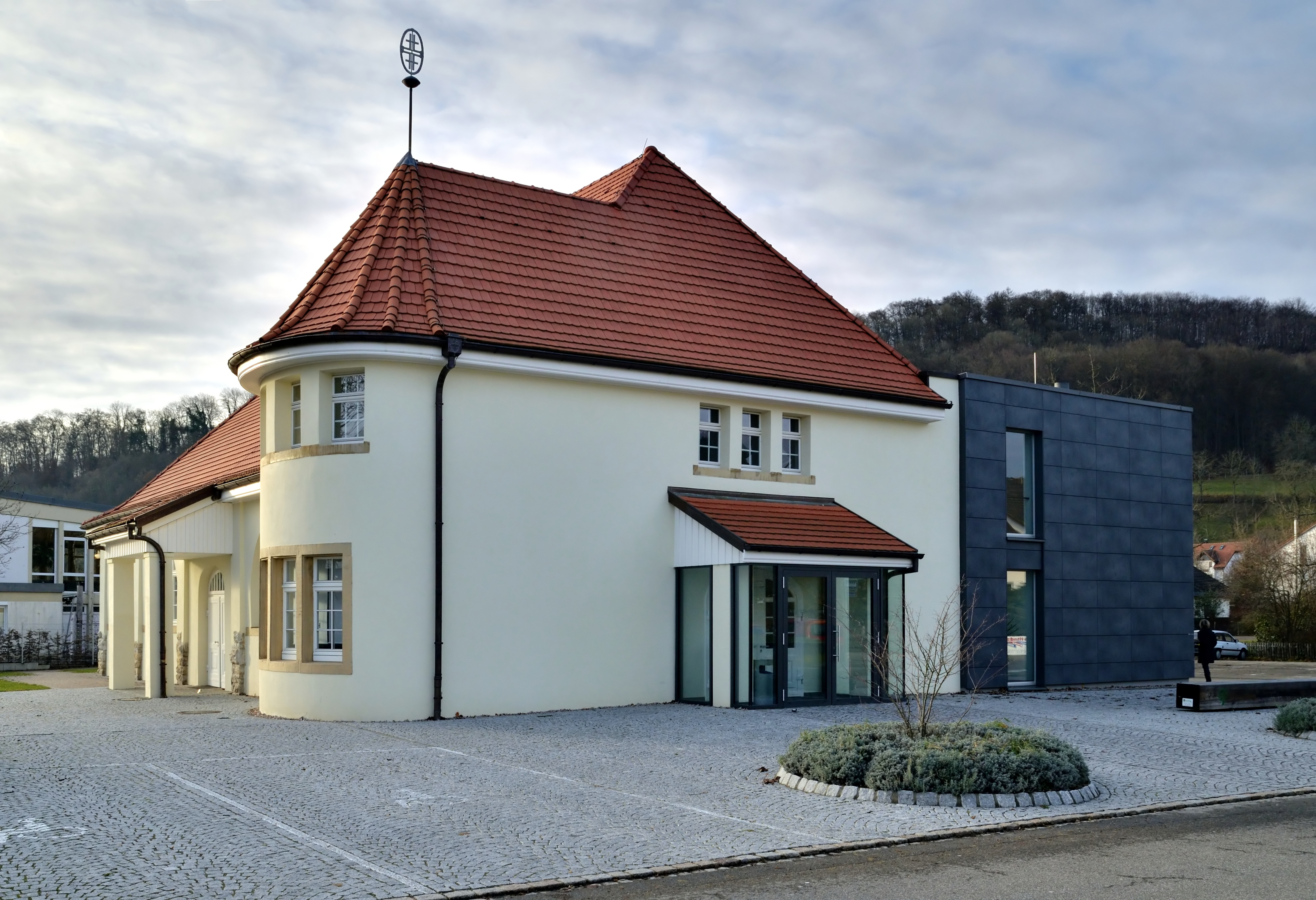
Alte Halle Haagen
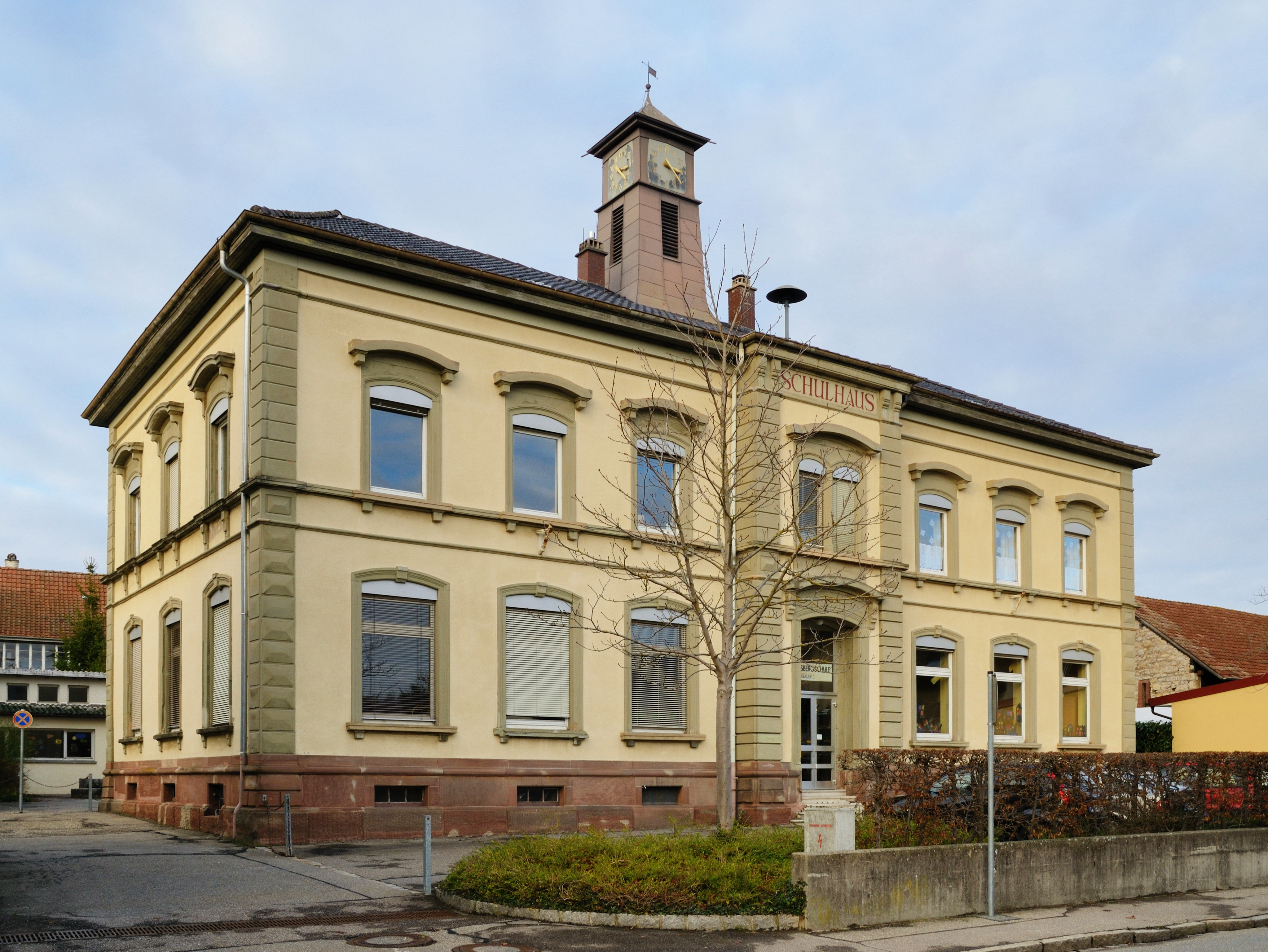
Gebäude 2 der Schlossbergschule
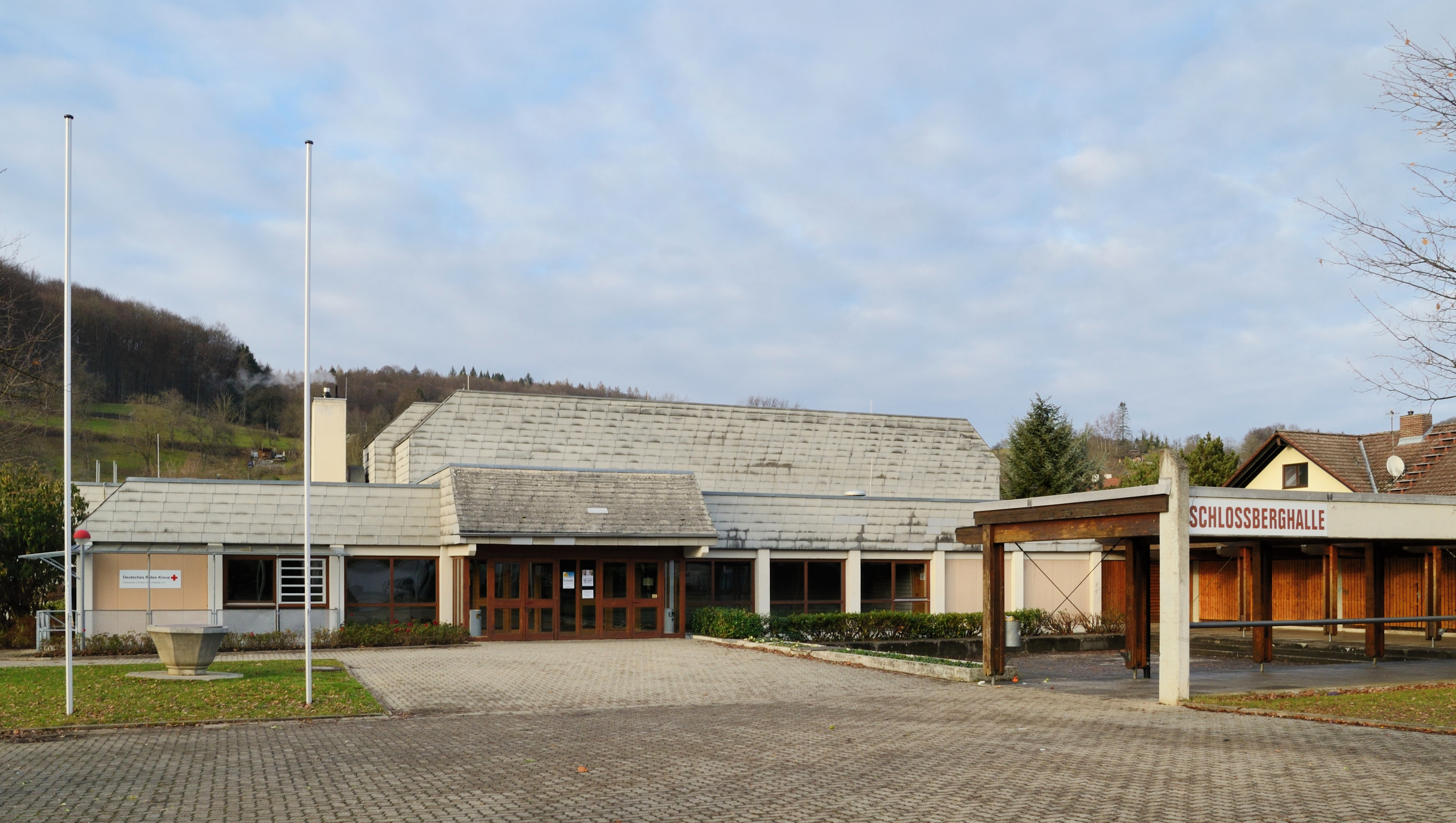
Schlossberghalle
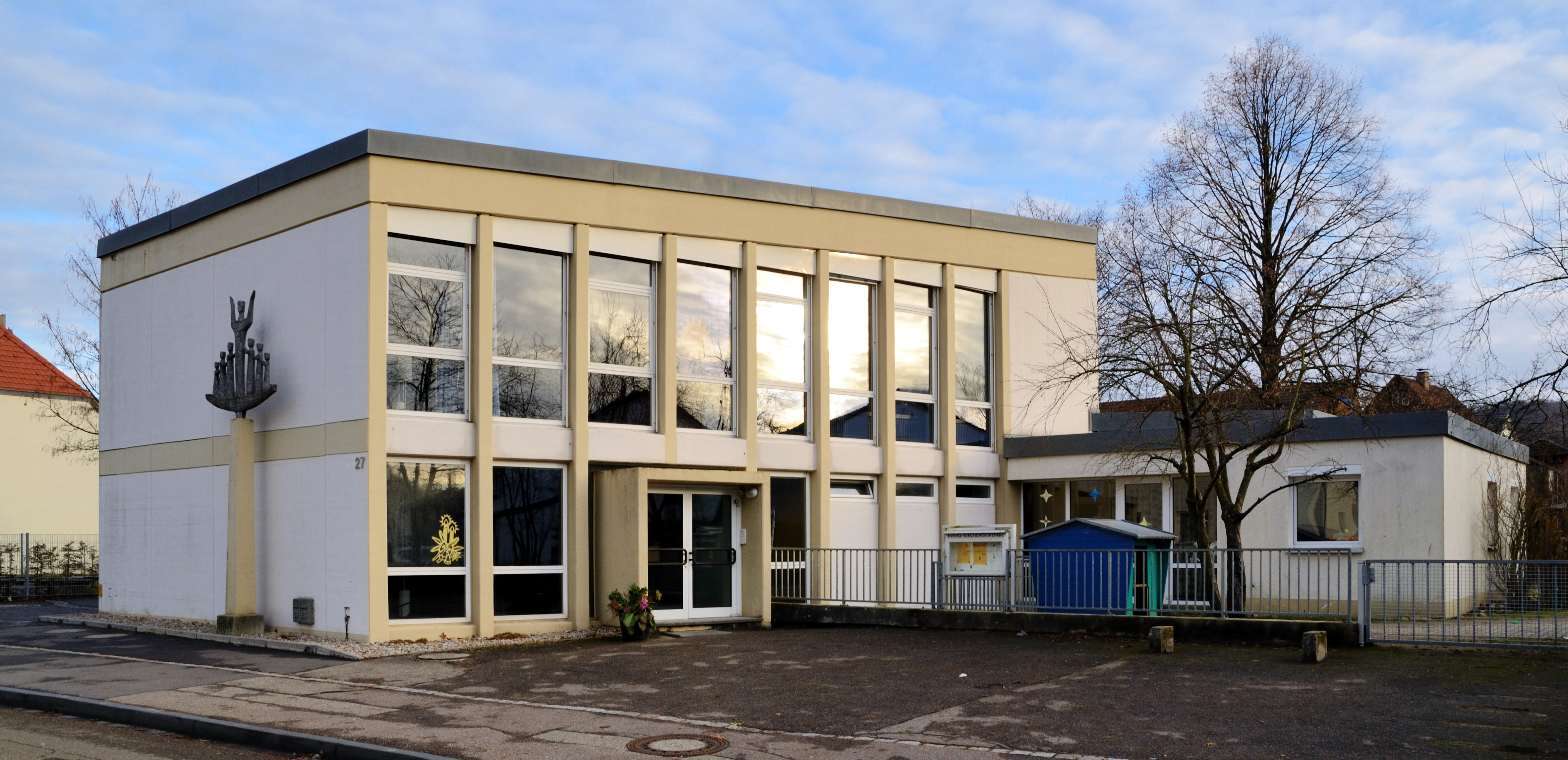
Evangelisches Gemeindehaus

### Vereine
Der Ortsteil Haagen hat über 20 Vereine. Die ältesten sind die Feuerwehrmusik Haagen von 1873, der Turnverein Haagen von 1881 und der Kraftsportverein aus dem Jahr 1902. Der Röttelnbund e. V. kümmert sich seit 1925 um den baulichen Erhalt der Burg Rötteln und seit 1968 inszeniert ein Verein die jährlich stattfindenden Burgfestspiele Rötteln. Darüber hinaus sind auch Musik-, Sport- und Fasnachtsvereine im Ort aktiv.

## Infrastruktur und Wirtschaft

### Bildung
In Haagen befindet sich die Schlossbergschule, die nur noch als Grundschule genutzt wird. Seit 2012 ist der Hauptschulzweig ausgelaufen und die Schule eine reine Grundschule mit Montessoripädagogik werden.
In Haagen befindet sich eine Zweigstelle der Stadtbibliothek Lörrach und der Volkshochschule.

### Verkehr

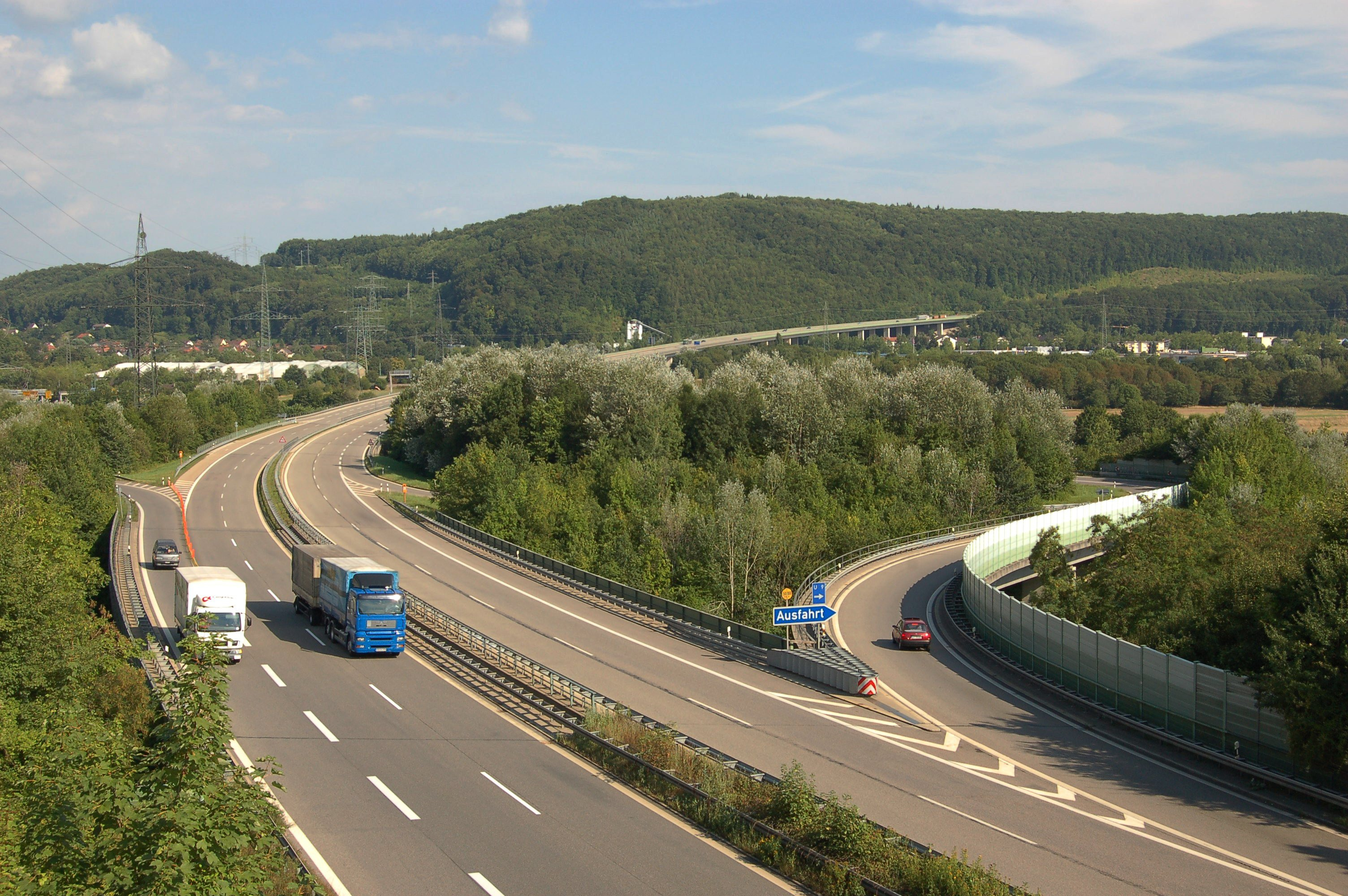
Autobahnanschluss Lörrach-Mitte

Der Ortsteil Haagen ist über die Anschlussstelle (5) Lörrach-Mitte der über die Lucke führende A 98 an das bundesdeutsche Autobahnnetz angeschlossen. Ein kurzes Teilstück der Bundesstraße 317 führt durch Haagener Gemarkung und verbindet den Autobahnanschluss mit dem Ort. Durch den Ortskern von Haagen verbindet die Landesstraße 138 Tumringen und Hauingen miteinander. Davon zweigt die Kreisstraße 6344 nördlich über die Wittlinger Höhe in Richtung Wittlingen ab.
Haagen ist über die Linien 5 und 6 der S-Bahn Basel mit Basel, Weil am Rhein und Schopfheim verbunden. Der Haltepunkt Haagen/Messe der Wiesentalbahn liegt linksseitig der Wiese am Sport-, Freizeit und Messezentrum des Grüttparks. Über den Regio Verkehrsverbund Lörrach ist der Ort mit der Linie 16 an das städtische Busnetz der SWEG angeschlossen.

### Feuerwehr

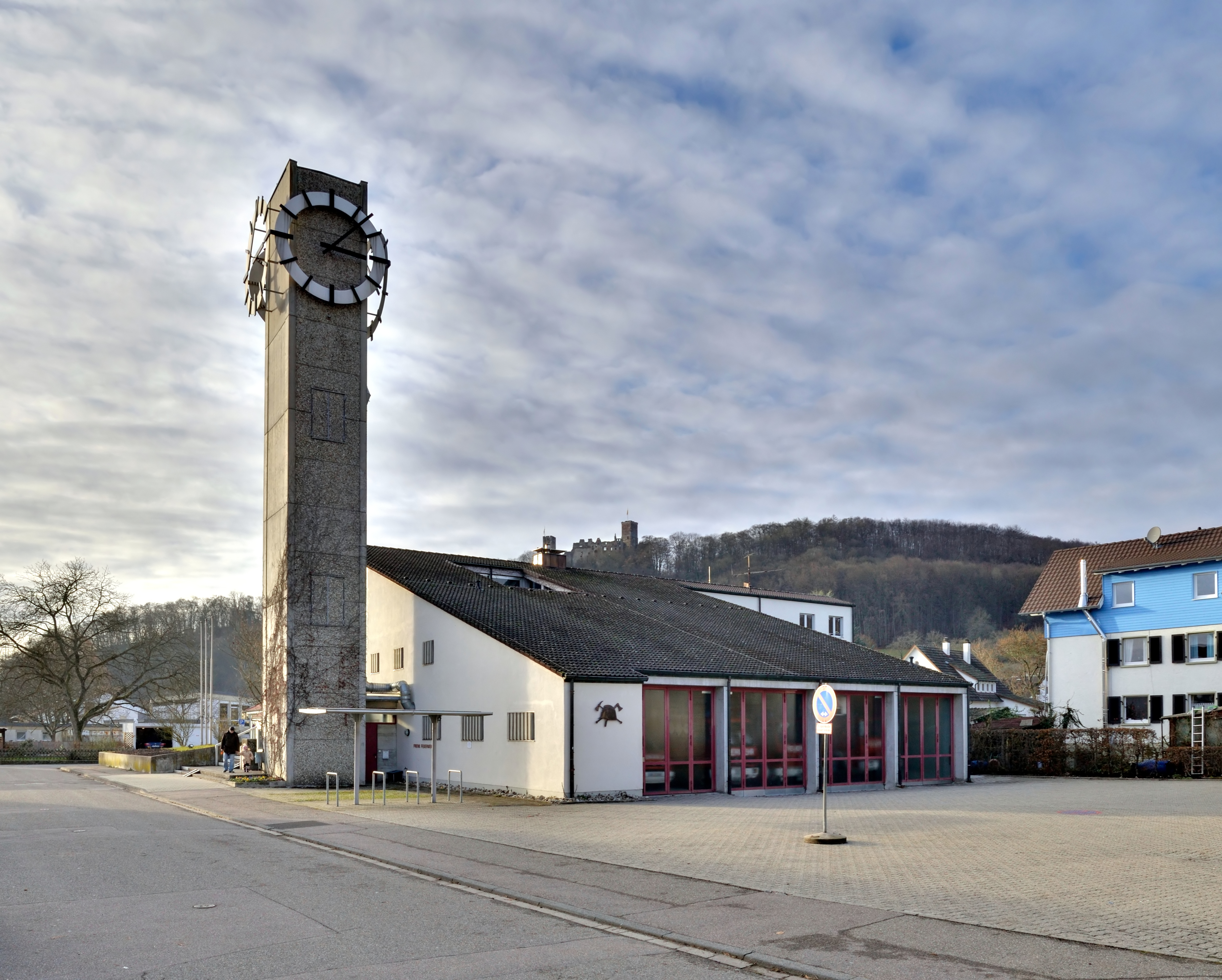
Freiwillige Feuerwehr Haagen

Die Freiwillige Feuerwehr wurde in Haagen 1872 gegründet. Mit der Eingemeindung des Ortes 1974 ist die Feuerwehr als Sektion der Lörracher Feuerwehr integriert. Die Abteilung ist vornehmlich für Einsätze im Ort zuständig sowie für Drehleitereinsätze in den nördlichen Ortsteilen Brombach und Hauingen. Insgesamt sind 31 aktive Feuerwehrleute und zwölf Jugendfeuerwehrleute tätig. Die Altersmannschaft umfasst 27 Angehörige. Am Feuerwehrhaus steht ein auffälliger Uhrenturm aus Sichtbeton, der in vier Richtungen je eine Uhr hat.

## Persönlichkeiten

### Söhne und Töchter
- Willi Eichin (1943–2002), Kunstradsportler wurde zweifacher Weltmeister im Einer-Kunstradfahren
- Julius Kaltenbach (1858–1931), deutscher Maschinenbauer und Unternehmensgründer der Dieter Kaltenbach Verwaltungsgesellschaft

### Sonstige Persönlichkeiten
In Haagen aufgewachsen, gewirkt und gestorben ist Wilhelm Schöpflin (1881–1952), der Unternehmer und Gründer der Textil-Manufaktur und Versandhauses Schöpflin.